# Age of Conan: Hyborian Adventures
 (avril 2017).
Si vous disposez d'ouvrages ou d'articles de référence ou si vous connaissez des sites web de qualité traitant du thème abordé ici, merci de compléter l'article en donnant les références utiles à sa vérifiabilité et en les liant à la section « Notes et références ».
Pour les articles homonymes, voir AOC (homonymie).
Cet article concerne un MMORPG. Pour le personnage et ses informations, voir Conan le barbare.
Age of Conan: Hyborian Adventures est un jeu vidéo de type MMORPG développé par la société Funcom. Les abréviations Age of Conan, AoC ou encore AOC sont communément admises pour le désigner. Le jeu est sorti le 20 mai 2008 en Amérique du Nord et le 23 mai 2008 en Europe, et en Asie en mai 2010 lors de la sortie de l'extension Rise of the Godslayer.
Une version pour Xbox 360 était à l'origine envisagée, mais elle a été abandonnée avant sa mise en production.
Age of Conan: Hyborian Adventures plonge le joueur dans un univers inspiré de celui créé par Robert E. Howard, alors que le barbare Conan est roi du royaume d'Aquilonie. Le jeu possède une ambiance sombre, violente et mûre aussi bien dans sa jouabilité que dans son scénario, contrairement à la majorité des autres MMORPG, plus ouverts pour le grand public.
Comme de nombreux MMORPG, le jeu nécessite un abonnement payant. Depuis le 7 juillet 2011, le jeu est passé en Free to Play avec un système d'abonnement pour avoir un compte premium.

## Création du personnage
Le joueur peut choisir entre trois peuples : Aquilonien, Cimmérien ou Stygien. L'extension Rise of the Godslayer apporte un nouveau peuple, les Khitans. Il existe douze classes réparties en quatre archétypes : soldat, maraudeur, prêtre ou mage. Les combinaisons possibles sont les suivantes :
| Aquilonien                                    | Cimmérien                                     | Stygien                                             | Khitan                                                                               |
| --------------------------------------------- | --------------------------------------------- | --------------------------------------------------- | ------------------------------------------------------------------------------------ |
| Maraudeur - Assassin - Éclaireur - Barbare    | Maraudeur - Éclaireur - Barbare               | Maraudeur - Assassin - Éclaireur                    | Maraudeur - Assassin - Éclaireur                                                     |
| Prêtre - Prêtre de Mitra                      | Prêtre - Chaman de l'ours                     | Prêtre - Fléau de Set                               | Prêtre - Chaman de l'ours                                                            |
| Soldat - Gardien - Templier noir - Conquérant | Soldat - Gardien - Templier noir - Conquérant | Mage - Necromancien - Héraut de Xotli - Démonologue | Soldat - Gardien - Templier noir Mage - Necromancien - Héraut de Xotli - Démonologue |

La modélisation des personnages permet une personnalisation poussée : une quinzaine de curseurs permettent de façonner le visage, en jouant sur la longueur de la barbe, la profondeur des pommettes, la forme du visage... 5 voix différentes existent par sexe, mais sont uniquement constituées de cris et non de paroles. De nombreux tatouages de visage et de corps sont aussi présents. Depuis une mise à jour récente, les tatouages de corps, de visage, ainsi que la pilosité peuvent être modifiée après création du personnage en allant voir les vendeurs spécialisés, quelle que soit l'ethnie d'origine de votre personnage.

### Début du jeu
Les joueurs entrent tous de la même façon dans le monde : esclave sur une galère stygienne, le personnage du joueur s'en échappe lorsqu'elle coule, et échoue sur une île. Toute la première partie du jeu (jusqu'au niveau 20) se déroulera sur les archipels des Barrachas, autour de la ville de Tortage. Le joueur devra libérer la ville du pouvoir du seigneur pirate Strom, qui a verrouillé l'accès de Tortage, et l'empêche donc de repartir dans sa patrie d'origine. Au cours de ces combats, il fera connaissance avec Kalanthès, prêtre d'Ibis, ennemi de longue date du sorcier stygien Thot-Amon, qui sera le principal adversaire dans le scénario du jeu.
Une particularité d'Age of Conan est d'avoir introduit un début de jeu en mode solo avant de devenir un MMORPG à part entière. Au cours des premiers niveaux, le joueur est entièrement seul. Puis lorsque le joueur atteint la ville, aux alentours du niveau 5, il peut alterner le mode solo et le mode coopération, où il peut jouer avec d'autres joueurs. Un scénario complet est prévu pour aller du niveau 5 à 20. À partir du niveau 20, le joueur peut quitter l'île de départ et se retrouver pleinement en mode multijoueur. Le but des développeurs est d'impliquer davantage le nouveau joueur dans le scénario, afin de pouvoir développer celui-ci de manière plus évoluée que dans les autres MMORPG. Ils ont reconnu s'être inspirés de jeux de rôle vidéos solos comme Oblivion ou Star Wars: Knights of the Old Republic.[réf. nécessaire]
La suite du jeu permet aux joueurs d'explorer différents lieux de l'Hyboria : l'Aquilonia, la Cimméria, Stygia, Khitaï (avec l'extension) ... À la sortie de Tortage, le joueur peut décider de retourner dans sa patrie d'origine (4 choix possible de cette façon) pour y progresser jusqu'au niveau 40, avant d'être peu à peu mis sur une suite de région assez linéaire. Les niveaux 40 à 60 se déroulent majoritairement en Cimméria, puis la fin du jeu se déroule en Stygia et au Khitaï.
La plupart des zones sont issues de l'imaginaire howardien et tentent d'y rester fidèle. À noter aussi différents clins d'œil aux comics de Conan (le physique des Hyperboréens...) et au film Conan le barbare (la roue de souffrance dans la Passe d'Ymir, l'épée Atlante...). De nombreux donjons parsèment la progression du jeu, certains se jouant en solo, et une bonne majorité en groupe de 6.
Pour une liste succincte des principales régions du jeu (hors zone-donjon) :
Tortage :
Ville de Tortage (5-10)
Iles des sables blancs (5-20)
Ville basse de Tortage (5-20)
Ruines achéroniennes (5-20)
Cimméria :
Village de Conarch (capitale)
Vallée de Conall (20-40)
Champs des morts (40-50)
Monts eiglophiens (50-60)
Passe d'Ymir (55-60)
Défilé d'Atzel (60-75)
Plaine de Laceish (zone de récolte)
Zone frontalière Cimmérienne (Sanctuaire de Bori)
Aquilonia :
Tarantia la vielle (Capitale)
Terres sauvages de Zelata (20-40)
Quartier noble de Tarantia (40-45)
Fleuve du tonerre (60-70)
Bas quartiers de Tarantia (75-80)
Poitain (zone de récolte)
Zone frontalière Aquilonienne
Stygia :
Khemi (capitale)
Province de Khopshef (20-40)
Keshatta (70-80)
Marais du lotus pourpre (zone de récolte)
Zone frontalière Stygienne aussi appelée Frontières de Kush
Khitaï (extension Rise of the Godslayer) :
Prairies du Nord (80-83)
Province du Chosain (82-85)
Païkang (85)
Karakorum (85)

## Contenu PvE de fin du jeu
AoC se présente au fur et à mesure des mises à jour de plus en plus comme un jeu tourné vers le PvE. L'extension Rise of the Godslayer a été presque exclusivement un apport de contenu PvE au jeu. Ce contenu PvE se résume en deux parties : De très nombreuses instances niveau 80 en Hyboria et au Khitaï, ainsi que de nombreux raids de 24 joueurs.
Les instances d'Hyboria restent classiques, assez longues en général (comptez une à deux heures en moyenne) et d'une difficulté moyenne. Les plus difficiles restent celle de Xibaluku et de la Tour de fer, aussi accessible en version « HardMode ».
Les 12 instances Khitaï forment le principal objectif PvE du jeu à haut niveau. Disséminées sur toutes les régions du Khitaï, disposant toute d'une version plus difficile (mode "Godslayer"), elles sont bien souvent plus courtes que les instances Hyboriennes mais bien plus exigeante, disposant pour la plupart d'une stratégie sur les boss bien plus élaborés. Certaines instances ne contiennent d'ailleurs que le boss directement.
Au niveau des Raids de 24 joueurs, ils s'échelonnent sur 4 niveaux de difficulté, habituellement résumée sur le terme des "Tiers". Ainsi les raids de T1 se déroulent en Cimméria (La sorcière Kiliki, le ver des glaces Yakhmar, le Dragon Vistrix), les raids T2 se déroulent exclusivement dans la Citadelle du Cercle noir à Keshatta (divisée en 3 ailes), le raid T3 est celui de la Forteresse de Thot-Amon, toujours à Keshatta et censé être la conclusion de la phase Hyborienne d'AoC, le Raid T3.5 ajouté avec la mini extension Turan se situe dans le Temple d'Elrik sur la côte d'Ardashir et enfin le T4 se déroulent au Khitaï à Paikang, et permet d'affronter l'Empereur Ya-Cheng.

## Système de jeu
Les contrôles s'effectuent à la souris, au clavier ou au pad. Le jeu est spécialement optimisé pour le clavier, et ceux disposant de touches de macros (claviers pour gamers) permettent de réaliser de nombreux enchaînements de coups en toute simplicité.
Le jeu, de par son poids et sa qualité graphique, est instancié : chaque zone est accessible via une porte, ou un passage, nécessitant un temps de chargement. On ne peut donc pas passer d'une zone à l'autre librement sans s'arrêter, à la manière de World of Warcraft ou autre. Brisant quelque peu l'immersion dans le jeu, ce système est pour autant obligatoire du fait de l'importance des régions en termes de taille et de contenu.

### Combats
Le système de combat est basé sur des attaques dans différentes directions choisies par le joueur. Les dégâts sont effectués sur toutes les cibles présentes dans la zone de l'attaque. Un système de bouclier mobile permet au joueur et à ses ennemis de protéger plus particulièrement une direction. Les coups spéciaux se font sous la forme de combos, enchaînement de coups dans des directions imposées. Dès lors la gestion des combats est bien plus dynamique et nerveuse, puisqu'il faut maîtriser Combos et déplacement du personnage (le jeu prend en compte les collisions), bien loin du « point&click » des autres MMORPG type World of Warcraft.
Les combats sont prévus pour rester dans une ambiance violente et mûre. Les combos qui tuent la cible ont une probabilité de déclencher une fatalité : une animation montre le personnage achevant violemment l'ennemi (décapitation, démembrement...), le tout accompagné de taches de sang affichées sur l'écran.
À noter que les personnages « mages » (Démonologue, Nécromancien, Fléau de Set, Prêtre de Mitra) ne sont pas concernés par ce système de combos, et se jouent donc de façon plus conventionnelle, avec des touches lançant le sort avec un temps d'incantation plus ou moins grand. Cela concerne tous les personnages se battant à distance, à l'exception de l'éclaireur.
Face aux critiques des joueurs sur le déséquilibre persistant des classes combos et classes sans combos, le Directeur du jeu a admis dans une lettre à la communauté que les personnages sans combo constituaient une sorte de "mode Facile" pour jouer à AoC.

### Combats entre joueurs
En plus de laisser les joueurs s'attaquer librement sur les serveurs où c'est autorisé, le PvP (Player vs Player, joueur contre joueur) est décliné en plusieurs types :
Les bagarres d'ivrognesJouable uniquement dans les tavernes et lorsque le personnage est ivre, ce mode de jeu permet de défier tous les joueurs, car alors les écarts entre les niveaux ne s'appliquent plus. Les pouvoirs spéciaux, les armes ou les armures ne sont pas utilisables. Les poings, les pieds et les objets à disposition constituent alors les seules armes des joueurs. Chaque boisson a sa propre technique de combat : suivant la boisson ingérée, les joueurs disposent de styles de combat différents (cette option n'a finalement pas été implémentée par Funcom).
Mini-jeux (aussi appelé "BG")Les mini-jeux permettent aux joueurs de se battre entre eux de manière immédiate au cours de petits jeux en équipe du genre capture du drapeau ou last man standing. Ils sont au nombre actuel de 4, et se jouent à 6 contre 6 uniquement. 3 d'entre eux sont des « captures de drapeau », le 4e est un match d'annihilation. Un nouveau champ de bataille a été implémenté en décembre 2010, « l'appel de Jehbal Zag », permettant l'affrontement entre deux équipes de 12joueurs dans un mode de jeu rappelant les "Conquêtes" de Battlefield 1942. Les "BG" forment la principale activité PvP d'AoC.
Guerres de royaumes (souvent raccourci au terme « BK »)Les guildes de joueurs peuvent entamer des batailles pour le contrôle de zones de forteresses, qu'elles peuvent bâtir ou démolir. 8 forteresses existent par serveur, et les guildes s'affrontent pour en contrôler une. Son contrôle apporte à la guilde des bonus de résistance en PvP. Chaque forteresse est attaquable suivant la fenêtre de vulnérabilité que décide son propriétaire. Une bataille de forteresse peut réunir jusqu'à 96 joueurs simultanément, mais un ordinateur puissant est nécessaire pour espérer profiter de ce contenu convenablement. Pendant les premiers temps du jeu, les batailles de forteresse ont été un contenu quasi inutilisables vu l'instabilité des serveurs. De nombreux patchs mis au point par Funcom ont permis de stabiliser quelque peu les choses. Cependant, avec l'irruption des sanctuaires de Bori et des Champs de bataille, l'intérêt des batailles de Forteresses a été réduit au simple aspect ludique. En effet aucune récompense spéciale (jetons ou bonus d'xp JcJ) n'accompagnent la bataille.
Sanctuaires de BoriSitués en zone frontalière cimmérienne, ces sanctuaires sont des objectifs capturables. Des offrandes (composées de ressources piochées dans la région) permettent d'apporter aux joueurs qui contrôlent le Sanctuaire des récompenses en termes d'expérience JcJ et autres formes de progression. Les combats se déroulent en Raid, c'est-à-dire en effectif de 24 joueurs maximum. Un sanctuaire ne peut être détenu que par un seul « Raid » et est donc l'objet de combat entre les joueurs. Quatre sanctuaires sont présents sur zone. Les sanctuaires de Bori forment actuellement la principale zone JcJ avec les Mini-jeux. À noter que les sanctuaires de Bori constituent actuellement le contenu principal de PvP sur le jeu avec les Champs de bataille instanciées, mais souffrent de nombreuses erreurs de conception. Le principal reproche vient de son fonctionnement même : Récolter des ressources permet d'obtenir un gain important (le plus gros du jeu) d'xp JcJ ainsi que de points de « Prouesse » permettant d'accéder à des capacités et des améliorations JcJ importantes. Le verrouillage de la zone par un raid complet de joueurs peut permettre de récolter tranquillement ses ressources, et ainsi obtenir Prouesse & Xp JcJ (et donc équipement spécial par la suite), sans avoir à combattre d'autres joueurs ... De même l'utilitaire de recherche de joueur ainsi que la capacité "Pistage" des éclaireurs réduit considérablement les possibilités pour un petit groupe de traquer et déranger les récolteurs en comptant sur sa mobilité et sur l'effet de surprise. Les retours de la communauté de joueurs sur les Sanctuaires de Bori sont très divisés, et ont amené beaucoup de départ de joueurs ahuris par l'absurdité du système.
Des systèmes comparables sont attendues pour les Zones frontalières Aquilonienne & Stygienne, notamment un système de "Tour" à capturer, de la même façon que les Forteresses, et qui avaient été annoncés depuis longtemps par Funcom. Cependant plus aucune nouvelle ne les concernant n'a été faite depuis plusieurs mois.
À noter que les duels entre joueurs d'une même guilde ne sont pas possibles sur AoC. Ils peuvent uniquement avoir lieu dans un endroit spécial, une arène située dans la ville de Khemi, et servant uniquement de zone d'entraînement. De même Age of Conan ne propose aucune interface aidant à la formation d'Alliance entre guildes, comme des canaux de discussions ou l'impossibilité de frapper ses "alliés".
Également important, un système de points de criminalité a été instauré sur le jeu, à la suite des nombreuses frustrations des joueurs à être tué par d'autres de niveaux bien plus élevés. Tuer un personnage dit « bas niveau » (8 niveaux de moins ou plus) apporte désormais des points de criminalité, ceux-ci empêchant pour une durée variable de pouvoir commercer. Si le nombre de points de criminalité dépasse un certain seuil, le personnage devient un meurtrier recherché : Il sera désormais tué à vue par tous les gardes du jeu, et ne pourra plus se servir des chariots permettant l'accès d'une zone à l'autre. Ils n'auront dès lors plus d'autre choix que de se réfugier en zone de récolte, et mener des « quêtes de rédemption » afin de faire baisser le nombre de points de criminalité, et ainsi se racheter une conduite. Ce système a été implémenté afin de mettre fin aux attaques sur des persos de bas niveaux (dit « greykill ») qui ont empoisonné les relations entre joueurs dans les premiers mois du jeu. Cependant, de nombreux abus de ce système sont apparus, notamment de la part de joueurs qui se réunissaient avec des personnages de bas niveaux pour attaquer des personnages plus élevés, et incapable de se défendre sans récolter immédiatement des points de meurtres. De même, la présence d'un personnage bas niveau dans des combats de masse provoquaient une "distribution" générale de points de criminalité à ses ennemis, du fait des sorts de zone et du partage des points de meurtres avec tous les membres de son groupe.

## Liste des serveurs
Il reste actuellement (décembre 2010) deux serveurs francophones, à la suite de la fermeture des serveurs JcJ Strix et Ferox : Stygia (JdR-JcJ) et Ishtar (JcE). Aucun chiffre de population n'est disponible pour eux (Funcom ne révèle jamais ces chiffres), et le descriptif des serveurs indiquent invariablement "Population moyenne" depuis le lancement du jeu.
Les serveurs internationaux sont au nombre de 4 : Crom (JcE), Fury (JcJ), Hyrkania (JdR-JcE), Aquilonia (JdR-JcJ). À noter que la population y est généralement bien plus importantes que celle des serveurs francophones exclusivement, puisqu'ils regroupent tous les joueurs européens. Deux serveurs allemands subsistent : Mitra (JcE) et Asgard (JdR-JcJ).
En juin 2011, les serveurs francophones et JdR ont fusionné avec les serveurs internationaux, ce qui ne laisse plus que Crom (JcE) et Fury (JcJ), ainsi que le nouveau serveur Rage (Sang et Gloire, serveur aux règles JcJ "hardcore"), les deux serveurs allemands restant toujours en place. Des canaux de discussion par langue sont néanmoins disponibles, ce qui permet à la communauté française de rester présente sur ces serveurs internationaux.

## Graphismes
AOC peut fonctionner en DirectX 10, une technologie d'interface incluse uniquement dans les systèmes d'exploitation Windows Vista, Windows 7 et Windows 10.
En novembre 2006, dans ses premiers tests, le magazine Joystick écrivait que les graphismes d'Age of Conan étaient « à un niveau jamais atteint online » .

## Rise of the Godslayer
Age of Conan: Rise of the Godslayer est l'extension du jeu sortie en 11 mai 2010. Elle ajoute le royaume de Khitai et son peuple qui devient une nouvelle race jouable. Elle propose également un nouveau système de progression et de combos, de nouvelles montures et de nouvelles armures.

## Accueil
Il a été reproché à Funcom d'avoir sorti le jeu alors qu'il n'était pas prêt : en effet, au moment de la sortie, un grand nombre de bugs étaient présents. Funcom a réagi en sortant de nombreux correctifs au cours des semaines qui ont suivi la sortie.
Néanmoins, même sur les serveurs français, le jeu n'est qu'imparfaitement traduit de l'anglais : les dialogues avec les PNJ, la description des objets, des propriétés magiques des items sont rédigés en anglais.
Au 14 août 2008, plus de 800 000 boîtes du jeu ont été vendues, et le jeu compte plus de 415 000 comptes actifs.
Pour ce qui est des serveurs Francophones : les serveurs PVP "Strix" et "Ferox" ont fini par fermer tour à tour en fusionnant entre eux puis avec le serveur RP-PvP "Stygia". Celui-ci, et le serveur PvE "Ishtar" sont désormais les seuls serveurs francophones d'Age of Conan. Les deux autres serveurs populaires sur la zone Europe sont « Fury » (PvP) et « Crom » (PvE), tous les deux serveurs internationaux. Ensuite les derniers serveurs francophones « Stygia » et « Isthar » ont fini par fusionner respectivement avec les serveurs internationaux « Fury » et « Crom ».
Depuis lors (mars 2010), la traduction en français a été nettement améliorée, avec une volonté d'utiliser une francisation intelligente des termes mmo (par ex : root → clouage). le jeu paraît en général mieux fini, même si des bugs subsistent. À noter également que le doublage des PnJs a été élargi, englobant maintenant nombre d'entre eux au-delà de Tortage, bien souvent les plus importants. Le comédien français doublant habituellement Arnold Schwarzenegger, Daniel Beretta, assure la voix de Conan.
Le thème musical de Age of Conan est chanté par la chanteuse norvégienne Helene Bøksle.